# Дебжно-Весь
Дебжно-Весь (пол. Debrzno-Wieś, нім. Dobrin) — село в Польщі, у гміні Ліпка Злотовського повіту Великопольського воєводства.
Населення — 440 осіб (2011).
У 1975-1998 роках село належало до Пільського воєводства.

## Демографія
Демографічна структура станом на 31 березня 2011 року:
|          | Загалом | Допрацездатний вік | Працездатний вік | Постпрацездатний вік |
| -------- | ------- | ------------------ | ---------------- | -------------------- |
| Чоловіки | 224     | 53                 | 150              | 21                   |
| Жінки    | 216     | 46                 | 129              | 41                   |
| Разом    | 440     | 99                 | 279              | 62                   |